# Gołymin-Ośrodek (gmina)
Pour les articles homonymes, voir Gołymin-Ośrodek.
Gołymin-Ośrodek est une gmina rurale du powiat de Ciechanów, dans la Voïvodie de Mazovie, dans le centre-est de la Pologne.
Son siège administratif est le village de Gołymin-Ośrodek, qui se trouve à environ 19 kilomètres à l'est de Ciechanów, siège du powiat et à 64 kilomètres au nord de Varsovie, capitale de la Pologne.
La gmina couvre une superficie de 110,55 km2 pour une population de 4 051 habitants en 2006.

## Histoire
De 1975 à 1998, la gmina est attachée administrativement à la voïvodie de Ciechanów. Depuis 1999, elle fait partie de la voïvodie de Mazovie.

## Géographie
La gmina inclut les villages et localités suivantes :
- Anielin
- Chruściele
- Garnowo Duże
- Gogole Wielkie
- Gogole-Steczki
- Gołymin-Ośrodek
- Gołymin-Północ
- Gołymin-Południe
- Gostkowo
- Konarzewo Wielkie
- Konarzewo-Gołąbki
- Konarzewo-Marcisze
- Konarzewo-Reczki
- Konarzewo-Skuze
- Konarzewo-Sławki
- Mierniki
- Morawka
- Morawy-Kafasy
- Morawy-Kopcie
- Morawy-Laski
- Morawy-Wicherki
- Nasierowo Dolne
- Nasierowo Górne
- Nasierowo-Dziurawieniec
- Nieradowo
- Nowy Gołymin
- Nowy Kałęczyn
- Obiedzino Górne
- Osiek Dolny
- Osiek Górny
- Osiek-Aleksandrowo
- Osiek-Wólka
- Pajewo Wielkie
- Pajewo-Cyty
- Pajewo-Rżyski
- Pajewo-Szwelice
- Ruszkowo
- Rybakówka
- Smosarz-Dobki
- Smosarz-Pianki
- Stare Garnowo
- Truszki
- Watkowo
- Wielgołęka
- Wola Gołymińska
- Wróblewko
- Wróblewo
- Zawady Dworskie
- Zawady Włościańskie

### Gminy voisines
La gmina de Gołymin-Ośrodek est voisine des gminy suivantes :
- Ciechanów
- Gzy
- Karniewo
- Krasne
- Opinogóra Górna
- Sońsk